# 짐 아두치
제임스 찰스 아두치(James Charles Adduci, 1985년 5월 15일 ~ )는 미국의 전 야구 선수이자, 현 내셔널 리그 시카고 컵스의 타격보조코치이다. 2003년 42라운드 1252순위에 플로리다 말린스에 지명되었다.

## 선수 시절

### 미국 프로야구 시절

#### 텍사스 레인저스시절
2013년에 입단하였다. 10년 동안 마이너리그 생활을 전전하다 2013년 확장 로스터가 시작된 9월 1일 입단 10년만에 첫 MLB 경기를 치렀다.

### 한국 프로야구 시절

#### 롯데 자이언츠시절
2014년 11월 26일, 해외 스카우트였던 라이언 사도스키의 추천이자 루이스 히메네스의 대체 용병으로 계약금 포함 총액 65만 달러에 영입했다. 2014년엔 주전 좌익수가 없었고, 주전 중견수였던 전준우가 군 복무를 위해 경찰 야구단에 입대하면서 생긴 외야 공백을 대비한 영입이었다.
그는 후반기 4번 타자로 나서며 팀 타선을 이끌었다. 132경기에 출전해 3할대 타율, 28홈런, 106타점, 24도루, 출루율 3할 8푼 4리로 팀 최초 20-20 클럽에 가입했다. 공격과 수비, 주루에서 모두 발군의 기량을 보여줬다. 이 활약에 힘입어 재계약에 성공하며 2016년 시즌에도 활동하게 됐다. 그러나 2016년 시즌 허리 부상으로 고전을 면치 못하다 금지 약물 복용으로 인해 2016년 7월 1일에 방출됐다. 그의 대체 선수로는 저스틴 맥스웰이 영입됐다.

### 미국 프로야구 복귀

#### 디트로이트 타이거스시절
2017년 시즌에 마이너 계약을 하였다.

## 야구선수 은퇴 후
2023년부터 시카고 컵스의 타격보조코치로 활동한다.

## 논란
- 2016년 6월 30일 그가 금지 약물을 복용했다는 기사가 나왔다. 그는 "고질적인 허리 부상으로 약물을 복용하였다. 고의는 절대 아니었다." 고 이에 대해 해명했다. 롯데 자이언츠는 그에 대한 징계를 수용했다. 이후 KBO에서는 그에게 36경기 출장 정지 징계를 내렸고, 롯데 자이언츠는 그를 방출했다.

## 트리비아
- 그의 아버지인 제임스 찰스 아두치는 미국 메이저 리그, 일본 프로 야구에서 활동했던 야구 선수였다.

## 통산 기록
| 연 도          | 소 속          | 나 이          | 출 장 | 타 석 | 타 수 | 득 점 | 안 타 | 2 루 타 | 3 루 타 | 홈 런 | 타 점 | 도 루 | 도 실 | 볼 넷 | 삼 진 | 타 율 | 출 루 율 | 장 타 율 | O P S | 루 타 | 병 살 타 | 몸 맞 | 희 타 | 희 플 | 고 4 |
| -------------- | -------------- | -------------- | ----- | ----- | ----- | ----- | ----- | ------- | ------- | ----- | ----- | ----- | ----- | ----- | ----- | ----- | -------- | -------- | ----- | ----- | -------- | ----- | ----- | ----- | ---- |
| 2013           | TEX            | 28             | 17    | 34    | 31    | 2     | 8     | 1       | 0       | 0     | 0     | 2     | 0     | 3     | 9     | .258  | .324     | .290     | .614  | 9     | 0        | 0     | 0     | 0     | 0    |
| 2014           | TEX            | 29             | 44    | 114   | 101   | 13    | 17    | 3       | 0       | 1     | 8     | 3     | 1     | 10    | 27    | .168  | .239     | .228     | .467  | 23    | 2        | 0     | 1     | 2     | 0    |
| 2015           | 롯데           | 30             | 132   | 594   | 526   | 105   | 165   | 34      | 5       | 28    | 106   | 24    | 10    | 55    | 118   | .314  | .385     | .557     | .942  | 293   | 9        | 8     | 1     | 4     | 8    |
| 2016           | 롯데           | 31             | 64    | 272   | 247   | 46    | 72    | 18      | 3       | 7     | 41    | 15    | 2     | 18    | 59    | .292  | .336     | .474     | .810  | 117   | 5        | 1     | 1     | 5     | 1    |
| MLB 통산 : 2년 | MLB 통산 : 2년 | MLB 통산 : 2년 | 61    | 148   | 132   | 15    | 25    | 4       | 0       | 1     | 8     | 5     | 1     | 13    | 36    | .189  | .259     | .242     | .501  | 32    | 2        | 0     | 1     | 2     | 0    |
| KBO 통산 : 2년 | KBO 통산 : 2년 | KBO 통산 : 2년 | 196   | 866   | 773   | 151   | 237   | 52      | 8       | 35    | 147   | 39    | 12    | 73    | 177   | .307  | .369     | .530     | .900  | 410   | 14       | 9     | 2     | 9     | 9    |